# 吴朔平
吴朔平（1907年—？），男，江苏常州人，中国无线电技术专家，曾任第七机械工业部第二研究院副院长，第三届全国人大代表，第五、六届全国政协委员。